# Sofia Carlotta di Anhalt-Bernburg-Schaumburg-Hoym
Sofia Carlotta Ernestina di Anhalt-Bernburg-Schaumburg-Hoym (Castello di Schaumburg, 3 aprile 1743 – Birstein, 5 ottobre 1781) fu una nobile dell'Anhalt-Bernburg-Schaumburg-Hoym e principessa di Isenburg-Büdingen-Birstein.

## Biografia
Era figlia di Vittorio I di Anhalt-Bernburg-Schaumburg-Hoym, principe di Anhalt-Bernburg-Schaumburg-Hoym dal 1727 al 1772, e della seconda moglie Edvige Sofia Henckel von Donnersmarck.
Venne data in sposa diciassettenne a Volfango Ernesto II, principe di Isenburg-Büdingen-Birstein dal 1741; il matrimonio venne celebrato a Schaumburg il 20 settembre 1760.
Sofia diede alla luce otto figli tra cui l'erede del principato:
- Ernestina Sofia (Birstein, 25 settembre 1761-Birstein, 22 aprile 1763);
- Volfango Ernesto (Birstein, 20 settembre 1762-Birstein, 5 dicembre 1762);
- Sofia Federica (Birstein, 27 gennaio 1765-Birstein, 26 aprile 1767);
- Carlo (Birstein, 29 giugno 1766-Birstein, 21 marzo 1820);
- Vittorio Guglielmo (Birstein, 11 marzo 1769-Birstein, 21 marzo 1770);
- Eleonora Federica (Birstein, 30 gennaio 1771-Birstein, 24 giugno 1772);
- Volfango Ernesto (Birstein, 7 ottobre 1774-Offenbach, 7 marzo 1837);
- Vittorio Amedeo (Birstein, 10 settembre 1776-Offenbach, 25 settembre 1840).

Sofia morì il 5 ottobre 1781 a Birstein e venne sepolta a Offenbach. Suo marito si risposò quasi tre anni dopo il 20 agosto 1783 con Ernestina di Reuss dalla quale non ebbe altri figli. Alla morte di Wolfgang Ernesto, avvenuta a Offenbach il 3 febbraio 1803, il principato venne ereditato da Carlo Federico, il quale divenne nel 1806 principe di tutto l'Isenburg.

## Ascendenza
|                                                      |                                        |                                                     | Genitori                                        |  |  | Nonni |  |  | Bisnonni                              |  |  | Trisnonni                           |  |
|                                                      |                                        |                                                     |                                                 |  |  |       |  |  | 8. Vittorio Amedeo di Anhalt-Bernburg |  |  | 16. Cristiano II di Anhalt-Bernburg |  |
|                                                      |                                        |                                                     |                                                 |  |  |       |  |  | 8. Vittorio Amedeo di Anhalt-Bernburg |  |  | 16. Cristiano II di Anhalt-Bernburg |  |
|                                                      |                                        | 17. Eleonora Sofia di Schleswig-Holstein-Sonderburg |                                                 |  |  |       |  |  | 8. Vittorio Amedeo di Anhalt-Bernburg |  |  |                                     |  |
| 4. Lebrecht di Anhalt-Zeitz-Hoym                     |                                        |                                                     |                                                 |  |  |       |  |  | 8. Vittorio Amedeo di Anhalt-Bernburg |  |  |                                     |  |
|                                                      |                                        | 9. Elisabetta del Palatinato-Zweibrücken-Veldenz    | 18. Federico del Palatinato-Zweibrücken-Veldenz |  |  |       |  |  |                                       |  |  |                                     |  |
|                                                      |                                        | 9. Elisabetta del Palatinato-Zweibrücken-Veldenz    | 18. Federico del Palatinato-Zweibrücken-Veldenz |  |  |       |  |  |                                       |  |  |                                     |  |
|                                                      |                                        | 9. Elisabetta del Palatinato-Zweibrücken-Veldenz    | 19. Anna Giuliana di Nassau-Saarbrücken         |  |  |       |  |  |                                       |  |  |                                     |  |
| 2. Vittorio I di Anhalt-Bernburg-Schaumburg-Hoym     |                                        | 9. Elisabetta del Palatinato-Zweibrücken-Veldenz    |                                                 |  |  |       |  |  |                                       |  |  |                                     |  |
|                                                      |                                        | 10. Adolfo di Nassau-Schaumburg                     | 20. Luigi Enrico di Nassau-Dillenburg           |  |  |       |  |  |                                       |  |  |                                     |  |
|                                                      |                                        | 10. Adolfo di Nassau-Schaumburg                     | 20. Luigi Enrico di Nassau-Dillenburg           |  |  |       |  |  |                                       |  |  |                                     |  |
|                                                      |                                        | 10. Adolfo di Nassau-Schaumburg                     | 21. Caterina di Sayn-Wittgenstein               |  |  |       |  |  |                                       |  |  |                                     |  |
| 5. Carlotta di Nassau-Schaumburg                     |                                        | 10. Adolfo di Nassau-Schaumburg                     |                                                 |  |  |       |  |  |                                       |  |  |                                     |  |
|                                                      |                                        | 11. Elisabetta Carlotta Melander di Holzappel       | 22. Pietro Melander di Holzappel                |  |  |       |  |  |                                       |  |  |                                     |  |
|                                                      |                                        | 11. Elisabetta Carlotta Melander di Holzappel       | 22. Pietro Melander di Holzappel                |  |  |       |  |  |                                       |  |  |                                     |  |
|                                                      |                                        | 11. Elisabetta Carlotta Melander di Holzappel       | 23. Agnese di Effern                            |  |  |       |  |  |                                       |  |  |                                     |  |
| 1. Sofia Carlotta di Anhalt-Bernburg-Schaumburg-Hoym |                                        | 11. Elisabetta Carlotta Melander di Holzappel       |                                                 |  |  |       |  |  |                                       |  |  |                                     |  |
|                                                      | 12. Elia Andrea Henckel di Donnersmark | 24. Elias Henckel di Donnersmarck                   |                                                 |  |  |       |  |  |                                       |  |  |                                     |  |
|                                                      | 12. Elia Andrea Henckel di Donnersmark | 24. Elias Henckel di Donnersmarck                   |                                                 |  |  |       |  |  |                                       |  |  |                                     |  |
|                                                      | 12. Elia Andrea Henckel di Donnersmark | 25. Anna Maria di Puchheim                          |                                                 |  |  |       |  |  |                                       |  |  |                                     |  |
| 6. Venceslao Luigi Henckel di Donnersmarck           | 12. Elia Andrea Henckel di Donnersmark |                                                     |                                                 |  |  |       |  |  |                                       |  |  |                                     |  |
|                                                      |                                        | 13. Barbara Elena di Maltzan                        | 26. Giovanni Bernardo II di Maltzan-Wartenberg  |  |  |       |  |  |                                       |  |  |                                     |  |
|                                                      |                                        | 13. Barbara Elena di Maltzan                        | 26. Giovanni Bernardo II di Maltzan-Wartenberg  |  |  |       |  |  |                                       |  |  |                                     |  |
|                                                      |                                        | 13. Barbara Elena di Maltzan                        | 27. Anna Ursula di Hohenzollern                 |  |  |       |  |  |                                       |  |  |                                     |  |
| 3. Edvige Sofia Henckel di Donnersmarck              |                                        | 13. Barbara Elena di Maltzan                        |                                                 |  |  |       |  |  |                                       |  |  |                                     |  |
|                                                      |                                        | 14. Federico Sigismondo I di Zolms-Barut            | 28. Giovanni Giorgio II di Solms-Barut          |  |  |       |  |  |                                       |  |  |                                     |  |
|                                                      |                                        | 14. Federico Sigismondo I di Zolms-Barut            | 28. Giovanni Giorgio II di Solms-Barut          |  |  |       |  |  |                                       |  |  |                                     |  |
|                                                      |                                        | 14. Federico Sigismondo I di Zolms-Barut            | 29. Anna Maria di Erbach-Furstenau              |  |  |       |  |  |                                       |  |  |                                     |  |
| 7. Edvige Carlotta di Zolms-Barut                    |                                        | 14. Federico Sigismondo I di Zolms-Barut            |                                                 |  |  |       |  |  |                                       |  |  |                                     |  |
|                                                      |                                        | 15. Ernestina di Schoenburg-Waldenburg-Hartenstein  | 30. Otto Alberto di Schönburg-Hartenstein       |  |  |       |  |  |                                       |  |  |                                     |  |
|                                                      |                                        | 15. Ernestina di Schoenburg-Waldenburg-Hartenstein  | 30. Otto Alberto di Schönburg-Hartenstein       |  |  |       |  |  |                                       |  |  |                                     |  |
|                                                      |                                        | 15. Ernestina di Schoenburg-Waldenburg-Hartenstein  | 31. Ernestina di Reuss-Gera                     |  |  |       |  |  |                                       |  |  |                                     |  |
|                                                      |                                        | 15. Ernestina di Schoenburg-Waldenburg-Hartenstein  |                                                 |  |  |       |  |  |                                       |  |  |                                     |  |